# Lucky Luciano
Lucky Luciano, all'anagrafe statunitense Charlie Luciano, nato Salvatore Lucania (Lercara Friddi, 24 novembre 1897 – Napoli, 26 gennaio 1962), è stato un mafioso italiano naturalizzato statunitense, legato alla cosiddetta "Cosa nostra statunitense".

Firma

Assunse legalmente, negli Stati Uniti d'America, il nome di Charlie Luciano, e successivamente il soprannome "Lucky". Tale soprannome gli venne attribuito in seguito ad una vicenda accaduta il 16 ottobre 1929: alcuni uomini non identificati lo accoltellarono più volte e lo lasciarono in una spiaggia di Staten Island con la gola squarciata, credendolo morto, ma Luciano si salvò, e da allora venne chiamato "Lucky", ovvero "il fortunato".
Luciano abolì la carica di «capo dei capi» ideando e istituendo al suo posto la "Commissione" composta dalle cinque famiglie di New York. Per questo motivo viene considerato il padre del moderno crimine organizzato nonché uno dei protagonisti della massiccia espansione del commercio di eroina nel secondo dopoguerra. È stato un potente boss della famiglia Genovese. Il Time Magazine ha inserito Luciano tra i 20 uomini più influenti del XX secolo.

## Biografia

### Primi anni
Nacque a Lercara Friddi, un paese della provincia di Palermo, principalmente noto per le sue miniere di zolfo, il 24 novembre 1897, figlio di Antonio Lucania e di Rosalia Cafarelli. Nel 1907 emigrò con la propria famiglia negli Stati Uniti d'America; al posto d'ingresso per gli immigranti di Ellis Island al piccolo Salvatore venne diagnosticata la variola vera, una forma di vaiolo che lo avrebbe segnato per tutta la vita. Divenne cittadino statunitense, rinunciando automaticamente alla cittadinanza italiana.

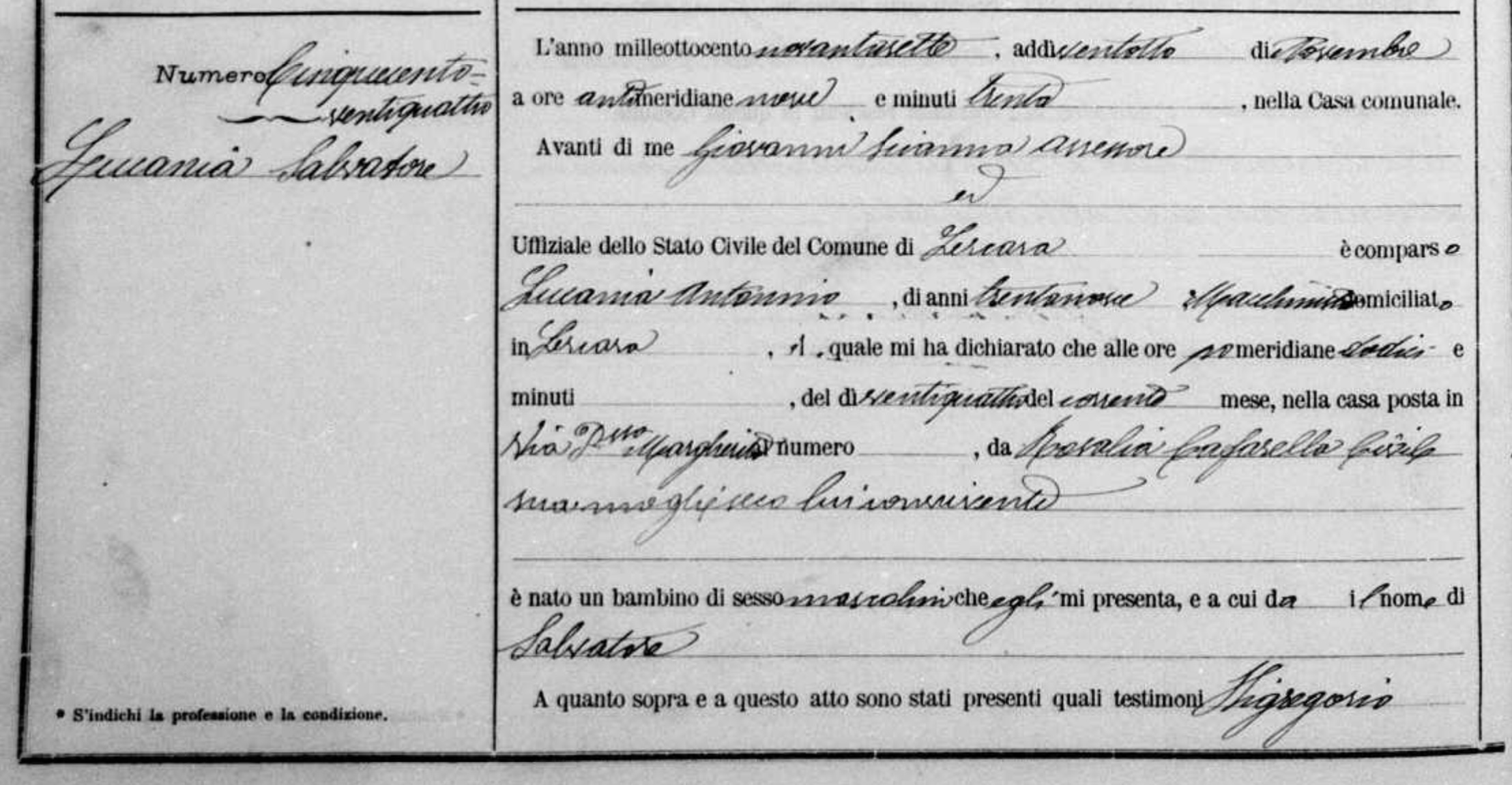
Atto di nascita

La famiglia Lucania si trasferì a New York l'anno successivo, trovando alloggio nel Lower East Side, ai margini del quartiere ebraico, presso il 265 E di 10th Street, dove però vivevano in condizioni precarie. Fu qui che Lucania conobbe il giovane Meyer Lansky, con cui fondò una banda dedita al bullismo nei confronti dei compagni di classe e all'estorsione di un penny ogni giorno come "protezione".
Nel 1907 Lucania venne condannato a quattro mesi di riformatorio per taccheggio mentre, all'età di diciotto anni, venne condannato a sei mesi di riformatorio per possesso illegale di eroina e morfina, di cui era a un tempo consumatore e spacciatore. Appena rilasciato, si unì alla banda criminale dei Five Points Gang, sotto la guida del gangster Johnny Torrio, dove conobbe Frank Costello e Al Capone. Fu in questo periodo che Lucania decise di "americanizzare" il proprio nome in Charlie Luciano, poiché Salvatore gli sembrava un nome da donna. Nel 1917 Luciano venne chiamato alle armi per combattere nella prima guerra mondiale, ma riuscì ad evitare il fronte facendosi infettare volontariamente dalla clamidia da una prostituta.
Nel 1920 Luciano passò al servizio del gangster ebreo Arnold Rothstein, insieme a Meyer Lansky, Frank Costello, Bugsy Siegel, Dutch Schultz e Jack "Legs" Diamond. Approfittando del proibizionismo, Luciano e gli altri fornirono alcolici agli "speakeasies" di Manhattan, grazie ai loro contatti che gli permettevano di scaricare le bevande alcoliche dalle navi nel porto di New York. Inoltre Luciano aveva iniziato ad occuparsi dello sfruttamento della prostituzione e del gioco d'azzardo, gestendo bische e bordelli a basso costo a Manhattan insieme al socio Joe Adonis. Nell'ambiente della prostituzione, in particolare, Luciano iniziò ad essere conosciuto con il nomignolo di «infame», affibbiatogli dalle ragazze da lui sedotte e avviate alla prostituzione dopo averle rese dipendenti dall'eroina. In questi anni Luciano venne più volte arrestato per rapina, aggressione, possesso illegale di stupefacenti e detenzione di armi illegali, ma venne sempre rilasciato perché le accuse decaddero.
Per via dei suoi contatti con i contrabbandieri di alcolici ("bootleggers") ebrei ed irlandesi, Luciano venne assoldato dal mafioso siciliano Giuseppe "Joe" Masseria, detto «Joe the boss», esponente di punta della banda "Mano Nera"; ciò avvenne nonostante Luciano fosse considerato un "disonorato" dagli altri mafiosi siciliani perché implicato nello sfruttamento della prostituzione, attività da loro considerata disonorevole. Nel 1922, come killer, Luciano prese parte all'assassinio del gangster Umberto Valenti, acerrimo nemico di Joe Masseria; durante il conflitto a fuoco in cui fu ucciso Valenti, fu colpita anche una bambina di otto anni, che rimase ferita.
Nel maggio 1929 Luciano partecipò ad un incontro ad Atlantic City insieme a Frank Costello, Joe Adonis e Johnny Torrio, a cui erano presenti gangster italiani ed ebrei, che concordarono strategie comuni per una divisione del contrabbando di alcolici e gettarono le basi per la creazione di un "Sindacato nazionale del crimine". Il 16 ottobre 1929 Luciano venne prelevato da alcuni uomini che poi lo picchiarono e accoltellarono più volte con un punteruolo da ghiaccio; credendolo morto, lo lasciarono su una spiaggia di Staten Island con la gola tagliata da un orecchio all'altro. Luciano venne trovato da un agente di polizia e portato in ospedale, dove si riuscì a salvarlo, ma si rifiutò di rivelare l'identità dei suoi assalitori per non trasgredire al codice dell'omertà. Fu proprio in virtù della sua prodigiosa sopravvivenza che Luciano fu soprannominato «Lucky», cioè "fortunato". Anni dopo, Luciano raccontò che furono gli uomini di Salvatore Maranzano a ridurlo in quelle condizioni perché aveva rifiutato di tradire Masseria. Altre voci invece sostennero che si trattò della vendetta di alcuni poliziotti corrotti o di un poliziotto in particolare la cui figlia era stata insidiata dalle attenzioni di Luciano.

### L'ascesa al potere
La guerra castellammarese del 1930-31 tra Joe Masseria e Salvatore Maranzano, capo della fazione opposta, divenne un problema per Luciano, perché danneggiava il regolare svolgimento degli affari illeciti, e per questo motivo organizzò l'assassinio di Joe Masseria. Il 15 aprile 1931, al ristorante Scarpato's di Coney Island, Luciano pranzò con Masseria e, quando questi si alzò per andare al gabinetto, un gruppo di fuoco formato da Bugsy Siegel, Vito Genovese, Joe Adonis e Albert Anastasia lo colpì a morte.
Tolto di mezzo il suo capo, Luciano fece pace con Maranzano, il quale si fece eleggere «capo dei capi» dagli altri boss e passò le attività criminali del defunto Masseria a Luciano come premio. Poco tempo dopo, però, Maranzano pianificò l'assassinio dello stesso Luciano, a causa dei suoi stretti legami con gangster non-siciliani, e assunse il killer Vincent "Mad Dog" Coll per eliminare lui e Vito Genovese. Il 10 settembre 1931 Maranzano convocò Luciano e Genovese nel suo ufficio a Park Avenue, ma, al loro posto, si presentarono quattro sicari ebrei travestiti da agenti del fisco, i quali pugnalarono Maranzano e lo finirono a pallottole; i sicari ebrei erano stati assoldati da Meyer Lansky e da Luciano, che si era accordato con il mafioso siciliano Gaetano Lucchese, il quale si trovava nell'ufficio per condurre i sicari da Maranzano.
Una leggenda della malavita vuole che, subito dopo la morte di Maranzano, Luciano ordinò lo sterminio, da un capo all'altro degli Stati Uniti, di circa novanta mafiosi siciliani facenti parte delle fazioni Masseria-Maranzano ed erano spregiativamente detti «teste unte» o «Moustache Petes» per via della loro arretratezza mentale; tuttavia questa campagna di sterminio, che venne chiamata "notte dei Vespri siciliani", è considerata un mito da molti storici.
Dopo l'uccisione di Maranzano, Luciano divenne il principale boss della criminalità organizzata negli Stati Uniti ma rifiutò il posto di «capo dei capi» per evitare il rischio di una guerra con Al Capone, in rapida ascesa; al suo posto creò un apposito organismo, denominato "Commissione", il cui compito era quello di governare gli affari della «Cosa Nostra» ripartendosi la aree di competenza tra i diversi Stati ed era composta dalle Cinque Famiglie di New York, dalla Chicago Outfit di Al Capone e dalla famiglia di Buffalo di Stefano Magaddino, in rappresentanza delle altre famiglie minori degli Stati Uniti. Inoltre Luciano autorizzò gli altri boss a collaborare con criminali non siciliani e non italiani per formare quello che sarebbe stato soprannominato "Sindacato nazionale del crimine", che sarebbe servito per controllare il contrabbando di alcolici e stupefacenti, la prostituzione, il gioco d'azzardo, i sindacati del porto di New York e l'industria dell'abbigliamento. Tra le famiglie di New York, ben legate tra loro durante l'era di Luciano, e la Chicago Outfit rimase sempre una forte indipendenza e autonomia.
L'espressione "Cosa Nostra" venne coniata dallo stesso Luciano, il quale ad una domanda di un affiliato sul nome da dare alla ristrutturazione della mafia (questo era il solo nome primigenio dell'organizzazione criminale nata in Sicilia e poi diffusasi in negli USA) in Sicilia e negli Stati Uniti, rispose che era "una cosa tra loro", appunto "cosa nostra", per mantenerne meglio la segretezza.
In seno alla sua nuova «famiglia», Luciano affiliò i suoi luogotenenti napoletani e calabresi, nonostante non fossero siciliani e li elevò in posizioni di comando: Vito Genovese divenne il vicecapo, mentre Frank Costello fu nominato "consigliere" insieme a Meyer Lansky e Johnny Torrio, che però ricoprivano il ruolo in veste non ufficiale perché erano esterni a Cosa Nostra. 
All'apice del potere, Luciano viveva in una suite di lusso al Waldorf-Astoria Hotel, registrato con il falso nome di Charles Ross; amava indossare abiti costosi ed eleganti, frequentava i night club più esclusivi in compagnia di belle donne ed era amico del cantante Frank Sinatra e dell'attore George Raft. Era solito frequentare anche il bordello di Polly Adler, la maitresse più nota nella New York dell'epoca, che accoglieva la "clientela" più disparata: uomini politici e d'affari, giudici, giornalisti e, ovviamente, criminali.

### La caduta e il carcere

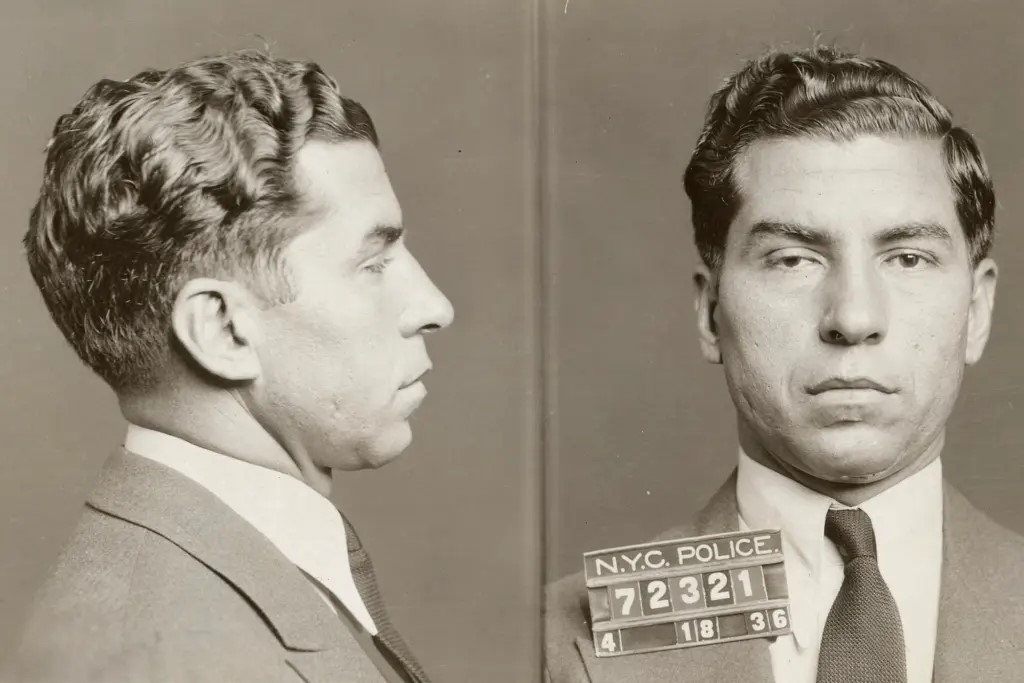
Foto segnaletica di Luciano scattata dopo l'arresto del 1936

Nel 1935, Thomas E. Dewey venne nominato procuratore speciale di New York per indagare sul crimine organizzato; egli, infatti, dopo essersi occupato di Dutch Schultz (che finì assassinato poco tempo dopo), puntò su Luciano, definendolo "lo zar della criminalità organizzata di New York". Per queste ragioni, Luciano fuggì a Hot Springs, in Arkansas, ma venne arrestato il 1º aprile 1936 per sfruttamento della prostituzione e riportato a New York; infatti numerose prostitute fatte arrestare in una retata da Dewey nel febbraio 1936 avevano dichiarato che Luciano era a capo di un "Sindacato del crimine", formato da italiani ed ebrei, che imponeva il pagamento della "protezione" sui bordelli di New York. Luciano negò tutte le accuse, ma il 5 giugno 1936 venne condannato dai trenta ai cinquant'anni di carcere e trasferito nel penitenziario di Dannemora, nello Stato di New York. Anche dalla prigione Luciano continuò a gestire la sua famiglia attraverso Vito Genovese. Tuttavia, nel 1937, Genovese dovette fuggire dagli Stati Uniti per evitare un'accusa di omicidio e così Frank Costello divenne il nuovo capo effettivo e supervisore degli interessi di Luciano.

### L'operazione "Underworld" e la presunta collaborazione allo sbarco degli Alleati in Sicilia

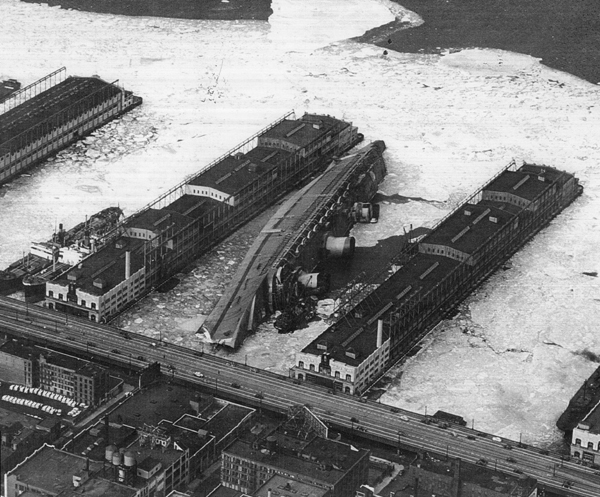
Il transatlantico Normandie rovesciato nel porto di Manhattan a seguito del disastroso incendio del 1942.

Nel 1942 gli ufficiali del servizio informazioni della Marina degli Stati Uniti contattarono Luciano in carcere, su raccomandazione di Joseph "Socks" Lanza, il boss dei sindacati del porto di Manhattan. Luciano offrì il suo aiuto per indagare sul sabotaggio di diverse navi nel porto di Manhattan, tra cui il Normandie, un transatlantico francese che prese fuoco e affondò nelle acque dello Hudson, di cui furono sospettate alcune spie naziste infiltrate tra i portuali; in cambio della sua collaborazione, Luciano venne trasferito nel carcere di Sing Sing, dove venne interrogato dagli agenti del servizio informazioni della Marina e mise a disposizione i suoi uomini, dando il via all'operazione denominata in codice "Underworld" (lett. "mondo sotterraneo", ossia la malavita).
Prese piede l'ipotesi suggestiva (ripresa poi dalla pubblicistica) che Luciano si fosse anche adoperato per facilitare lo sbarco alleato in Sicilia (luglio 1943) tramite i suoi contatti con i mafiosi siciliani e che avrebbe consegnato ai servizi segreti americani una lista di nomi da contattare in Sicilia: secondo alcune testimonianze riportate dallo studioso Michele Pantaleone, Luciano stesso sarebbe stato al seguito delle truppe statunitensi in Sicilia per pianificare l'invasione insieme a Calogero Vizzini, capomafia di Villalba ritenuto il boss supremo dell'intera organizzazione siciliana. Sebbene la maggioranza degli storici consideri tutto ciò come un mito in quanto è provato con certezza che la collaborazione di Luciano con il governo statunitense si sia limitata a porre fine ai sabotaggi nel porto di Manhattan (in realtà provocati dagli stessi mafiosi infiltrati tra i portuali per indurre il governo a scendere a patti con loro, come poi ammesso dallo stesso Luciano), il seguito della sua vita si prestava perfettamente a maldicenze e sospetti su accordi oscuri con il governo statunitense.
Il 3 gennaio 1946 Thomas E. Dewey, diventato governatore dello Stato di New York, graziò Luciano ufficialmente per i servigi resi alla Marina; gli storici ritengono che la grazia concessa a Luciano non abbia nulla di misterioso ed oscuro in quanto sarebbe frutto della corruzione operata dal boss e dai suoi uomini per far eleggere Dewey a governatore dello Stato di New York nel 1942 (come ammesso da Luciano nelle sue "memorie") ed inoltre la pena cui era stato condannato sarebbe la più alta mai scontata negli Stati Uniti per il reato di sfruttamento della prostituzione. Il 10 febbraio 1946 Luciano fu quindi estradato dal porto di New York a opera del servizio statunitense di immigrazione e imbarcato sulla nave Laura Keene, che arrivò a Napoli il 27 febbraio. Luciano stabilì il suo domicilio a Roma, ma soggiornò spesso a Palermo, presso il Grand Hotel et des Palmes, dove numerosi membri del separatismo siciliano e boss mafiosi iniziarono a rendergli visita.

### La conferenza dell'Avana

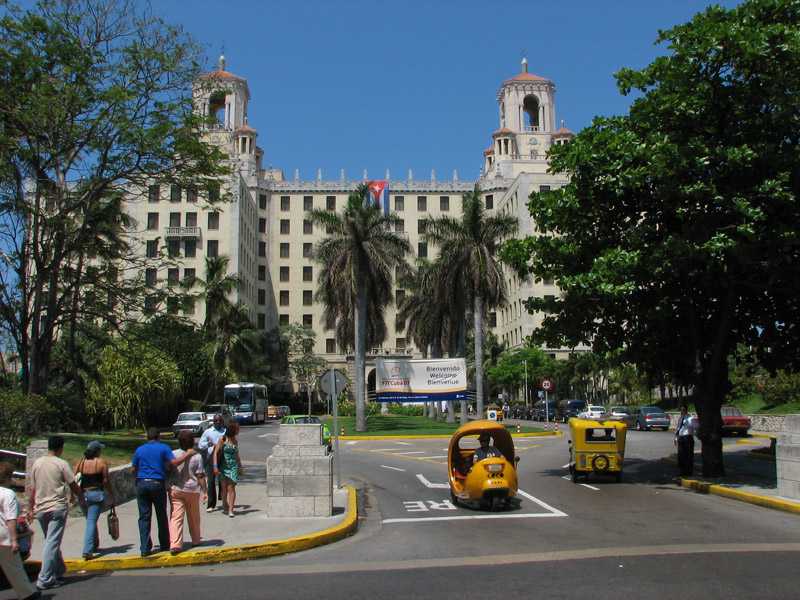
L'Hotel Nacional a L'Avana

Nel giugno 1946 Luciano soggiornò in Brasile, Colombia e Venezuela per trasferirsi poi a L'Avana, dopo avere ottenuto i documenti necessari per l'espatrio dall'Italia dal sindaco di Villabate Francesco D'Agati, noto esponente mafioso. A Cuba s'incontrò con Meyer Lansky, con cui acquistò una partecipazione per la gestione dell'Hotel Nacional e di un casinò a L'Avana, insieme al loro socio occulto, il presidente cubano Fulgencio Batista.
Il 22 dicembre 1946, presso l'Hotel Nacional, Luciano ricevette i delegati delle maggiori "famiglie" degli Stati Uniti e del "Sindacato ebraico", i quali gli regalarono buste contenenti denaro per il suo ritorno dall'Italia; il motivo apparente della festa di gala era quello di vedere cantare Frank Sinatra, che era stato invitato perché amico di Luciano, ma la vera ragione fu la possibilità di discutere di affari con Luciano. Infatti, durante la "conferenza", i boss organizzarono il traffico degli stupefacenti, stabilendo la base per lo smistamento proprio a Cuba, e trattarono del caso di Bugsy Siegel, che doveva restituire ai boss il denaro impiegato nella costruzione dell'Hotel Flamingo a Las Vegas, che però non dava garanzie economiche; Meyer Lansky, credendo ancora che Siegel potesse realizzare profitti a Las Vegas e restituire il denaro ai boss, convinse gli altri a dargli un'altra possibilità, ma qualche tempo dopo anche questa si rivelò vana: il 20 giugno 1947 Siegel venne assassinato nella sua villa di Los Angeles a colpi di carabina M1.
Nel febbraio 1947 Harry J. Anslinger, direttore del Federal Bureau of Narcotics (l'Ufficio Federale sui narcotici alle dipendenze del Dipartimento del Tesoro degli Stati Uniti), inviò una richiesta formale al governo cubano per l'espulsione di Luciano, minacciando a nome del governo statunitense l'embargo su tutte le forniture di farmaci; il 20 marzo Luciano venne espulso da Cuba e imbarcato sul piroscafo turco “Bakir”, che doveva riportarlo in Italia.

### Soggiorno in Italia

Lucky Luciano ritratto in un momento di relax all'Hotel Excelsior di Roma, 1948

Il 12 aprile 1947 Luciano arrivò a Genova a bordo del "Bakir" e venne portato al carcere di Marassi, per poi essere trasferito al carcere dell'Ucciardone di Palermo scortato da cinque carabinieri. Rimesso in libertà il 14 maggio, Luciano si stabilì prima a Capri (dove tornò spesso per trascorrere le vacanze) e poi definitivamente a Napoli, dove aprì un negozio di elettrodomestici ed articoli sanitari.
Alla fine degli anni '40 Anslinger inviò in Italia l'agente speciale Charles Siragusa per indagare sulle attività di Luciano ma, nonostante gli sforzi, non riuscì mai a trovare le prove per incriminarlo. Grazie alla collaborazione di Siragusa con il capitano Giuliano Oliva della Guardia di Finanza italiana si raggiunsero però importanti risultati: nel 1949 furono sequestrati all'aeroporto di Ciampino 7 kg di eroina e 2 kg di cocaina occultate nel baule del tassista italo-americano Charles Vincent Trupia, "arruolato" come corriere dalla famiglia Lucchese di New York, che risultò in contatto con Luciano, il quale venne infatti denunciato ma ne uscì indenne per mancanza di prove: l'unica misura presa dalla questura di Roma fu un foglio di via obbligatorio nei suoi confronti, proibendogli di soggiornare a Roma. Nel giugno 1951, al termine delle indagini, il capitano Oliva denunciò Francesco "Frank" Callace e Giuseppe "Joe" Pici, membri della famiglia Lucchese, per il traffico di 17 kg di eroina insieme ai mafiosi siciliani Salvatore Vitale e Francesco Lo Cicero; Luciano venne incluso nel rapporto di denunzia, ma ne uscì indenne anche questa volta. Inoltre Callace e Pici vennero accusati di avere incettato quantitativi di eroina e morfina prodotti illegalmente da due ditte farmaceutiche rette dal professor Guglielmo Bonomo e da altre ditte di Milano e Genova e nel 1952 vennero implicati nel caso della ditta farmaceutica Schiapparelli di Torino, dove il direttore Migliardi era riuscito a deviare dalla produzione ufficiale 250 kg di eroina; ciò era avvenuto per via dei contatti che Luciano aveva instaurato con Egidio Calascibetta, direttore di una casa farmaceutica dell'Italia settentrionale, con cui intratteneva rapporti di amicizia e reciproca considerazione, ospitandolo spesso nella sua villa a Capri. Nel 1952 gli uomini del capitano Oliva arrestarono il boss italo-americano Frank "Tre Dita" Coppola (anche lui espulso dagli Stati Uniti nel 1948 e stabilitosi a Pomezia, nei pressi di Roma) perché destinatario di un baule carico di eroina partito dalla Sicilia: secondo Siragusa, l'arresto di Coppola e dei suoi complici fu frutto di una soffiata di Luciano, che così voleva togliere di mezzo un pericoloso concorrente nel mercato della droga.
Inoltre, nel 1949, Luciano fondò una fabbrica di confetti e dolciumi a Palermo che, intestata ad un suo cugino e al mafioso siciliano Calogero Vizzini, riuscì ad esportare i suoi prodotti in Germania, Francia, Irlanda, Canada, Messico e Stati Uniti. L'11 aprile 1954, sulla scia dello scandalo Montesi, il quotidiano L'Avanti! pubblicò in prima pagina un articolo di Michele Pantaleone in cui si denunciava che nei confetti prodotti nella fabbrica di Luciano «due o tre grammi di eroina potevano prendere il posto della mandorla». Quella notte stessa la fabbrica venne chiusa e i macchinari smontati e portati via. Nello stesso anno le autorità italiane revocarono il passaporto a Luciano per questioni di pubblica sicurezza, su consiglio di Charles Siragusa.
Nel 1950 Luciano partecipò, insieme ai mafiosi palermitani Antonino Sorci (detto Ninu u' Riccu) e Rosario Mancino, all'acquisto di un terzo del Parco d'Orleans, un ampio giardino nel centro di Palermo, il quale fu oggetto della selvaggia speculazione edilizia nota come "sacco di Palermo" che deturpò il volto della città: i terreni infatti furono destinati ad edilizia residenziale o venduti a prezzo maggiorato all'Università degli Studi di Palermo per ampliare la propria estensione con la costruzione di nuovi padiglioni.
Nel 1951 il rapporto del senatore Estes Kefauver, presidente della commissione d'inchiesta del Senato degli Stati Uniti sul crimine organizzato, indicò Luciano come il «capo internazionale della mafia».
Dal 12 al 16 ottobre 1957 Luciano partecipò ad una serie di incontri che si tennero presso il Grand Hotel et des Palmes di Palermo tra mafiosi americani (Joseph Bonanno, John Bonventre, Carmine Galante, Frank Garofalo, Santo Sorge, Vito Vitale e John Di Bella, esponente della famiglia Genovese di New York e parente dei fratelli Pietro e Antonino Sorci, capi della cosca di Villagrazia, e, al pari di costoro, amico di Luciano) e siciliani (Gaspare Magaddino, Cesare Manzella e Giuseppe Genco Russo): gli inquirenti dell'epoca sospettarono che si incontrassero per concordare l'organizzazione del traffico degli stupefacenti, dato che la rivoluzione castrista a Cuba (tra il 1956 e il 1959) rischiava di privare i mafiosi siciliani ed americani di quell'importante base di smistamento per l'eroina.
Nel 1958 il Federal Bureau of Narcotics chiese la collaborazione della Guardia di Finanza italiana per controllare il mafioso italo-americano Nick Gentile, che era sospettato di traffico di stupefacenti in collegamento con Luciano, con il quale manteneva contatti perché anche lui residente in Italia: a seguito di informazioni inconsapevolmente fornite dallo stesso Gentile ad un agente sotto copertura del Narcotics Bureau, furono arrestati diversi corrieri della droga che facevano la spola tra la Sicilia e gli Stati Uniti a bordo del transatlantico Saturnia per conto dei fratelli palermitani Salvatore e Ugo Caneba (espulsi dagli Stati Uniti nel 1954 e residenti a Roma) ma non emerse alcuna prova sufficiente a carico di Luciano.
Nel 1960 Luciano fu intervistato da Ian Fleming (lo scrittore che nel 1953 aveva creato l'agente segreto britannico James Bond) quando questi, come corrispondente per il Sunday Times, era in visita a Napoli durante il giro che lo portava nelle Thrilling Cities (le città più "avventurose") d'Europa.

### Gli ultimi anni e la morte
Poco dopo la morte della compagna Igea Lissoni, Luciano fu contattato dal produttore cinematografico Martin Gosh interessato a girare un film sulla sua vita (in precedenza Luciano aveva proposto lo stesso progetto ad Orson Welles). Insieme scrissero una bozza di sceneggiatura ma poco tempo dopo Luciano cambiò idea e chiese al produttore di riconsegnargli lo scritto. Si diedero appuntamento all'aeroporto di Napoli-Capodichino, il 26 gennaio 1962, ma lì Luciano ebbe un infarto e morì, a 64 anni. Il funerale si tenne a Napoli presso la chiesa della Santissima Trinità (vi partecipò, tra gli altri, Joe Adonis) e la bara fu trasportata su un carro funebre trainato da otto cavalli neri con pennacchio in testa: la salma fu poi trasferita negli Stati Uniti, dove venne seppellita al Saint John's Cemetery, a New York, nel distretto del Queens.

## Vita privata
Nonostante non si fosse mai sposato, negli Stati Uniti fu legato sentimentalmente alla ballerina e showgirl Gay Orlova. Dopo l'espulsione verso l'Italia, Lucky Luciano si innamorò di Igea Lissoni, una ballerina italiana bionda e dagli occhi azzurri, che aveva 23 anni meno di lui, la quale gli fu presentata dall'attrice Lauretta Masiero. Vissero assieme, seppur in modo travagliato per i continui spostamenti di Luciano, che per motivi di sicurezza cambiava continuamente alloggio, finché si trasferì definitivamente in via Tasso, nota strada napoletana. Di lì a poco, Igea morì di cancro. Non ci sono prove che attestino che i due fossero sposati: qualora così fosse, il matrimonio sarebbe avvenuto di nascosto. Ma non c'è dubbio che Luciano fu molto provato dalla morte di lei, visto che iniziò subito dopo l'avvenimento a meditare propositi di ritornare negli USA.
Luciano era molto affezionato a un cane femmina di Pinscher nano, che chiamò Bambi, come l'omonimo cartone animato della Disney.
Nel 1974 il racconto di Luciano raccolto dal produttore cinematografico Martin Gosh per la scrittura della sceneggiatura sulla sua vita fu poi pubblicato con l'aiuto del giornalista Richard Hammer sotto forma di libro di memorie, con il titolo The last testament of Lucky Luciano (uscito in Italia con il titolo L'ultimo testamento di Lucky Luciano).

## Nella cultura di massa

### Cinema
Protagonista o co-protagonista di numerosi film, film TV e miniserie televisive, Lucky Luciano è stato portato sul piccolo e grande schermo da numerosi interpreti. Oltre al film biografico Lucky Luciano (1973) di Francesco Rosi, in cui il mafioso siciliano è impersonato da Gian Maria Volonté, il ruolo di Luciano è stato interpretato al cinema da:
- Bill Vanders in Il sasso in bocca di Giuseppe Ferrara (1970)
- Angelo Infanti in Joe Valachi - I segreti di Cosa Nostra (The Valachi Papers) di Terence Young (1972)
- Michael Nouri in Gangster Wars di Richard C. Sarafian (1981)
- Joe Dallesandro in Cotton Club di Francis Ford Coppola (1984)
- Christian Slater in L'impero del crimine (Mobsters) di Michael Karbelnikoff (1991)
- Bill Graham in Bugsy di Barry Levinson (1991)
- Stanley Tucci in Billy Bathgate - A scuola di gangster di Robert Benton (1991)
- Andy García in Hoodlum di Bill Duke (1997)
- Rosario Minardi in In guerra per amore di Pif (2016)

### Televisione
In TV ha avuto come interpreti:
- Telly Savalas in The Witness (1960–1961)
- Michael Nouri in I giorni del Padrino (The Gangster Chronicles) (1981)
- Anthony LaPaglia in Lansky, di John McNaughton (1999)
- David Viggiano in The Real Untouchables (2001)
- Vincent Piazza in Boardwalk Empire - L'impero del crimine (2010-2014)
- Marcello Mazzarella in La vita promessa - Parte II (2020) – nella prima serie da un attore non chiaro.
- Giampiero Judica in H - Helena (Parte I 2019 e Parte II 2021).